# Турянчик Василь Юрійович
Васи́ль Ю́́рійович Туря́нчик (17 квітня 1935, Чинадійово, Чехословаччина (нині - Закарпатська область)  — 31 березня 2022, Мукачево, Закарпатська область, Україна) — радянський футболіст, півзахисник, захисник. Майстер спорту (1959). Заслужений майстер спорту СРСР (1967). Після завершення футбольної кар'єри — радянський та український футбольний тренер.
Розпочинав футбольну кар'єру у складі ужгородського «Спартака».
В чемпіонатах СРСР за «Динамо» (Київ) провів 308 ігор, забив 12 голів.
В єврокубках провів 10 матчів, забив 1 гол.
Був членом Мукачівської міської громадської організації «Рада спортивних товариств міста Мукачево».

## Досягнення
- Чемпіон СРСР — 1961, 1966, 1967, 1968
- Срібний призер чемпіонату СРСР — 1960, 1965, 1969
- Володар Кубка СРСР — 1964, 1966
- Тричі входив у список 33 найкращих футболістів СРСР — під № 1 (1966), № 3 (1962, 1967)

## Нагороди
- Орден «За заслуги» III ступеня (2004)[2]
- Відзнака Президента України — ювілейна медаль «25 років незалежності України» (2016).[1]